# Franz Sauerzopf
Franz Sauerzopf (* 17. Mai 1932 in Mattersburg; † 1. September 2024) war ein österreichischer Politiker (ÖVP). Sauerzopf war Abgeordneter zum Burgenländischen Landtag, Landeshauptmannstellvertreter und langjähriger Landesrat in der Burgenländischen Landesregierung.

## Leben
Sauerzopf besuchte die Volksschule und das Bundesrealgymnasium Mattersburg und studierte nach der Matura ab 1950 Rechtswissenschaften an der Universität Wien. 1954 promovierte er zum Dr. iur. Während er bereits beruflich tätig war, studierte Sauerzopf zudem an der Hochschule für Welthandel und erwarb 1967 den akademischen Grad Mag. rec. soc. oec.
Sauerzopf absolvierte nach dem Studium 1954 sein Rechtspraktikum an verschiedenen Gerichten in Wien, Niederösterreich sowie im Burgenland und war ab 1955 Richteramtsanwärter. Nach seiner Ernennung zum Richter am 12. Mai 1958 war er zunächst Gerichtsvorsteher am Bezirksgericht Eisenstadt. Später wechselte er an das Landesgericht Eisenstadt und an das Oberlandesgericht. Er war Vorsitzender des Sozialversicherungsschiedsgerichtes und zuletzt Senatsvorsitzender am Landesgericht Eisenstadt. Daneben unterrichtete Sauerzopf ab 1964 an der Handelsschule und zwischen 1966 und 1978 an der Handelsakademie Eisenstadt.
1993 zog sich Sauerzopf in den Ruhestand zurück. Er starb am 1. September 2024 im Alter von 92 Jahren.

## Politik
Sauerzopf vertrat die ÖVP zwischen 1967 und 1978 im Stadtrat von Mattersburg und war zwischen 1978 und 1982 sowie zwischen 1985 und 1991 Landesparteiobmann der ÖVP Burgenland. Sauerzopf wurde am 3. November 1972 in den Landtag gewählt und war ab 26. Juli 1978 Mitglied der Landesregierung sowie Landeshauptmannstellvertreter. Im Zusammenhang mit dem WBO-Skandal schied er am 4. Juli 1982 aus der Regierung aus und wechselte von 29. Oktober 1982 bis 27. Jänner 1986 wieder in den Landtag. Zwischen 27. Jänner 1986 und 21. April 1993 war Sauerzopf erneut Landesrat und Landeshauptmannstellvertreter im Burgenland. 1987 versuchte sich Sauerzopf mit Hilfe der FPÖ zum Landeshauptmann wählen zu lassen, was aber wegen der „Affäre Munzenrieder“ misslang. Später warnte er vor einer Zusammenarbeit mit der FPÖ.

## Privates
Sauerzopf war verheiratet, sein Vater Franz Sauerzopf war Telegraphenfachinspektor in Mattersburg.